# 断裁分離のクライムエッジ
『断裁分離のクライムエッジ』（だんさいぶんりのクライムエッジ）は、緋鍵龍彦による日本の漫画作品。『月刊コミックアライブ』（メディアファクトリー発行）にて2009年5月号から2015年9月号まで連載。
永遠に切れない髪を持つヒロインと、そのヒロインを守る主人公を含む「殺害遺品」（キリンググッズ）を持つ殺人鬼の子孫達の闘いを描いたラブ・バトルストーリー。2013年4月より6月までテレビアニメが放送された。

## あらすじ
女性の髪を切ることが大好きな中学生の少年・灰村切は、ある日の帰宅時に偶然立ち寄った洋館で、長く美しい黒髪を持つ少女・武者小路祝と出会う。祝の髪はどんなことをしても切れない、呪われた髪だった。だが、切がお守りとして携帯する鋏で切ったことで、殺害遺品（キリンググッズ）を巡る殺人ゲームに巻き込まれてゆく。

## 登場人物
声はテレビアニメの声優。

### 主要人物
灰村 切（はいむら きり）
声 - 花江夏樹
本作の主人公。誕生日：4月9日。身長：162センチメートル、体重：53キログラム。私立十草中等教育学校に通う少年。殺害遺品「断裁分離のクライムエッジ」の権利者。血液型：B型。物語開始時は2年A組→3年生。女性の髪を見ると切りたくなる衝動に駆られる。
ある事情で家族と別居し祖父（声 - 丸山詠二）と生活しており、父親の鉄四郎（てつしろう）とは連絡もとっていない。帰宅時に偶然立ち寄った洋館で祝と出会い、普段お守りとして携帯していたクライムエッジで彼女の髪を切ったことで、祝専属の理髪師となる。以来、毎日祝の髪を切ってあげているが、そのことにより殺害ゲームが始まり、祝を守るべく闘いに身を投じることとなる。
物語当初は、女性の髪を切りたいだけで、血を見ることも苦手だと言っていたが、度重なる権利者との戦いの中、グッズの影響で好戦的な一面が表れ始める。
基本的に綺麗な髪は「切りたい」と思うらしいが、普通に髪フェチでもある。これが遺品の影響なのか、本来の性癖なのかは不明。髪絡みでなければいたって普通の男子であり、祝との関係について一喜一憂するような面もある。祝とは相思相愛の恋人同士ではあるが、恋人らしいことは出来ていない（祝談）とのこと。
カットの技術に関しては、祝曰く「下手な美容師さんよりも上手い」らしい。登場する一部の女性からは「素材は悪くない」「顔もそこそこいい」と評されるように、容姿はそれなりにいい。
武者小路 祝（むしゃのこうじ いわい）
声 - 小岩井ことり
本作のメインヒロイン。誕生日：2月6日。身長：136センチメートル、体重：32キログラム。血液型：A型。切と同い年だが、小学生と言っても差し支えない外見の少女。本人もそれを気にしており、スタイルの良いかしこやヴァイオレットを羨んだり、妹的存在のエミリーに対し何かと年長者ぶったりするところがある。
長く美しい黒髪を持つが、実は生来どんな鋏でも切れない呪われた髪で、醜聞関係者からは「髪の女王」と呼ばれる。貿易業を営んでいた父親は数年前に他界し、母親もおらず、醜聞により十草学校近くの洋館で監視・管理されながら生活していた。
切が持っていたクライムエッジにより初めて髪が切れたが、それによって自身を巡る殺人ゲームが始まり、同時にクライムエッジの代償にもなった。醜聞の提案で十草学校に入学し、他人と同じ生活が出来たことに喜びを感じている。しかし深夜12時で、髪が元の長さに伸びるため切に毎日髪を切ってもらう必要がある。
切に髪を切ってもらうことに幸せを感じていたが、醜聞が開いたパーティに出席した翌日、今までのように髪の毛が伸びず前日の長さのままという事象が起きる。エミリーには「祝の中の髪の女王（ゼイブルファ）が怯えているため」と言われるが、暴走した切に襲われたことに恐怖を抱いた後、再び髪が伸び始めている。その後神との戦いにおいても祝の危機に呼応するかのようにまた髪が伸び、祝自身も「まるで自分を守るみたいに伸びた」と感じている。
前述の通り呪いによってその髪は決して切れない。だがそれは「傷つかない＝痛まない」ということと同義であり、結果として髪質はきわめて良好。切が彼女に惹かれるきっかけになった他、かしこからも羨まれている。
恋愛に関してはかなり鈍感な方だが、それでも切とは相思相愛の恋人同士であることを認識しており、彼との関係がなかなか進展していないことを気に病んでいる描写がある。
病院坂 病子（びょういんざか やまね）
声 - 福原香織
殺害遺品「昏睡昇天のインジェクション」の権利者。誕生日：11月1日。身長：154センチメートル、体重：42キログラム。血液型：B型。切の同期生だが、洋館で出会うまで面識は無かった。切と祝が出会うまで双子の姉・法子と共に醜聞の指示の下、祝を監視していた。3年生に進級後、切や祝と同じクラスになり、保健委員も務める。目の下に隈があり、眼鏡をかけている。水色のツインテールが特徴の美人。
殺害遺品の影響で殺意の衝動に駆られている。そのために幼いころに両親を毒殺した過去を持つ。法子によれば幼いころ、殺害遺品に選ばれた影響で感情の発達が阻害されているらしく、それにより形成された起伏の乏しい性格から、学校ではあまり友達がおらず、法子に依存する傾向があり、彼女にだけ心を開き、校外では彼女と一緒にいる。根は善良で健気だが、法子に冷たくされると冷静さを失い凶暴になる面がある。
他者との接触を極力避けていたため学校では親しい人間もいなかったが、切と知り合ってからは少しずつだが自ら歩み寄ろうとする様子も見られ、当初は「女王」と呼んでいた祝のことを「祝ちゃん」と呼ぶようになるなど、徐々に彼女に対する感情にも変化が現れた。
切のことはそれなりに認めている模様で、切を特別に信頼している様子も見られ、切の戦いをたびたび手助けしてもいる。
病院坂 法子（びょういんざか ほうこ）
声 - 内山夕実
病子の二卵性双生児の姉。殺害遺品の影響で成長を阻害されている病子と違い背は高くスタイルも抜群。長く伸ばした赤毛の髪をポニーテールにまとめている。
皮肉屋だが、妹想いで病子といつも携帯電話で連絡を取っている。幼少時は陰鬱な病子を嫌っていたが、彼女がインジェクションの権利者となった影響で両親を襲った時、自分が妹を理解しようとしなかったことを後悔し、同じ苦しみを背負うべく瀕死の父親を絞殺。それ以来、インジェクションの代償となることで病子を理解しようと努め、彼女が殺人衝動に駆られた時は生理食塩水を自分に注射させて衝動を押さえつけている。それでも少なからず負い目は残っているようで、切達とは別の学校に通っていることにもその負い目が関係している模様。
祝のことは不憫に思いながらも、自らの役目から敢えて嫌われるように振る舞っていた。しかし祝はそんな彼女をも慕っており、醜聞の主催したパーティーのドレス選びを相談された際に涙ながらに自らの本音を吐露した。それ以降、危険を省みない祝の行動に激怒するなど、それなりに親しくしている。
フリッツの策略に巻き込まれた際、切の助力によって一時的にナイティンゲイルを従わせ、権利者となっている。またその際、切に誤って髪を切られてしまったが、その後も短くなった髪をまとめてポニーテールの髪型は維持している。
学校の友人達の前では「ホラーやオカルトの類が苦手な普通の女の子」を演じている。
皇 鼎（すめらぎ かなえ）
声 - 遊佐浩二
醜聞のメンバー。若くして修身大学文学部の犯罪史学講座教授の職に就いており、切達からは「教授（プロフェッサ）」と呼ばれている。祝を病院坂姉妹に監視させていた人物で、祝と病院坂姉妹の後見人でもある。
殺人ゲームが始まってからは病院坂姉妹を通して切に情報を提供している。権利者同士の殺し合いを喜ぶなど猟奇的な性癖があり、生粋のロリコン。犯罪史および犯罪心理の研究をしており、ノーマ・グレイランドの犯罪史に言及した「社会不安と群集心理」という書籍の他、多数の論文・著作がある。
ウィッチーと共謀し、髪の女王を巡る殺人ゲームの裏に隠された真実を暴き出そうとしている。切に祝を守るようけしかけたのも、そのために殺人ゲームを激化、長期化させるためだった模様。

### 醜聞（ゴシップ）
ヴァイオレット・ウィッチー
声 - 田村ゆかり
醜聞のトップで、かつて初代女王ゼイヴルファに呪いをかけたと思しき魔女の末裔、ウィッチー家の当代の当主を務める若い妖艶な女性。「ウィッチー卿」とも称される。一人称は「ボク」。
祝や権利者達、代償達に一定の同情を示しつつも、醜聞をまとめる「ウィッチー」としての役割を粛々と遂行する。過去、殺害遺品のことを知った祝の父親を“処刑”している。皇と共謀し、殺人ゲームの長期化・激化を促している。
自身の存在が「女王」の本能的な恐怖心を刺激することもある。コイン型の殺害遺品「人身対価のクイーンプルフ」を所持し、その力で他の殺害遺品の力を使用することができる。
自称：バイセクシャル。切のことを気に入り、何かとちょっかいを出すようになるが、真に彼女が心惹かれているのは祝の方であり、幼いころから害する対象として繰り返し教えられてきた祝のことをまるで運命の恋の相手のように思っていた。
ウィッチー家の直系の子孫で、母親が病弱だったため予定を繰り上げて当主を継ぐこととなった。
エーヴェル・サリバン
ヴァイオレットの側仕えをしている女性。殺害遺品「教導訓戒のオクロック」の権利者。ヘレンとは仲が悪いが、それなりに良いコンビとなっている。
ヘレン・ヴィニアー
エーヴェルと共にヴァイオレットに仕えている女性。殺害遺品「乱打殴打のガントレト」の権利者。エーヴェルとはいつも喧嘩をしているが、本気で攻撃しあっても、殺害遺品の効果でお互いにダメージを与えられないため、結果として2人ともに相手の「代償」になっている。

### 殺害遺品の権利者（オーサー）と代償（インステッド）
スレジハンマの権利者
声 - 遠藤大智
殺害遺品「破砕粉壊のスレジハンマ」の権利者。本名については触れられておらず、劇中でも殺害遺品にちなみ「スレジハンマ」と呼ばれていた。
かつて殺人衝動に駆られ殺人を繰り返した結果廃人同然となり、監獄で厳重に監視されていたが、殺人ゲーム開始と同時に脱獄。
行く先々で殺人を行いつつ祝を殺そうとしたものの、切に両手の腱を切断されたことにより殺害遺品の支配が弱まったため、その場を逃走したが、その直後に正義のルールブックに裁かれ、翌日に縊死体となって発見された。
尚、代償は存在しなかったものと思われ、それにより殺害遺品による心理的ダメージが蓄積してしまったという。
軽子 瞳（かるこ ひとみ）
声 - 井上喜久子
ピアニストで、殺害遺品「交響歓喜のピアニシモ」の権利者。
盲目だがピアノの腕は一流で、普段は地下バー「Velvet」でピアノを演奏している。殺害ゲームに参加する気は全くなく、時折自分達の動向を探る醜聞のメンバーを始末している。店に訪れるようになった祝の相談に乗っている。
小泉 芳一（こいずみ ほういち）
声 - 子安武人
調律師。殺害遺品「交響歓喜のピアニシモ」の調律をしている。
聾唖者で耳が聞こえず、他人との意思疎通は携帯の音声認識ソフトを介して行っている。ピアニシモの代償として瞳の演奏を最後まで聞いている。
中嶋 正義（なかじま せいぎ）
声 - 石田彰
殺害遺品「判決執行のルールブック」の権利者。表沙汰に出来ない犯罪者をルールブックの能力により裁いており、警察機関からも秘密裏に協力者として認められ、醜聞とも繋がりがある。
叶えたい願い事は特に無く、自らの力を誇示するために殺害遺品の権利者である殺人鬼の罪を裁くことを目的としており、ハンマの権利者を殺害した張本人でもある。
しかし、要請された者以外の犯罪者まで独断で裁いたため、警察からも疎まれるようになり、遂には醜聞のパーティーに招待された切と祝の前に現れ、切をも殺そうとするが、ウィッチー卿の手の者によって阻止され、殺される。
銭形 小桜（ぜにがた こざくら）
声 - 長妻樹里
婦人警官。正義感は強いが、多少ドジな所がある。
正義のルールブックを使った所業を止めようと幾度も彼の行く手に立ち塞がるが、毎回ルールブックの能力により首を絞められ気絶させられていた。
警察の柔道講習の時に絞め落とされて以来、首を絞められ意識を失うことに快楽を得るという性癖を持つようになっており、実質ルールブックの代償になっていた。正義のことを手の掛かる弟のように思っている。
四方堂 瑠架（しほうどう るか）
声 - 日笠陽子
十草高等教育学校生徒会副会長で、殺害遺品「愛玩屠殺のペットウィップ」の権利者。赤毛が特徴の美女。グッズの力で露見男を支配しているものの、実際は純粋に彼に想いを寄せており、その気持ちをうまく表現できないでいる。
幼馴染の露見男と常に行動を共にし、十草教育学校行事のオリエーティングで、祝を殺そうと男子生徒をペットウィップの能力で支配し、襲わせたが失敗。戦意喪失し、殺人ゲームから降りた。その後は学校の先輩として切たちに協力している。
雑賀 露見男（ざいが ろみお）
声 - 中村悠一
十草高等教育学校生徒会長で、資産家の息子。ペットウィップの代償。幼いころから周囲の人気者だったが、そのことが瑠架が権利者になったきっかけになった。しかし彼本人はちゃんと瑠架を想っており、ペットウィップの能力とは無関係に、自らの意思で瑠架に服従することを心底望んでいる。
毎晩のようにペットウィップで打たれ続けてきたため、身体能力は通常の人間よりも強化されている。瑠架に協力し祝を殺害しようとするが失敗する。

### 受注製品（オーダーメイド）
エミリー・レッドハンズ
声 - 日高里菜
紫髪の幼い少女。殺害遺品「鮮血解体のオープナー」の権利者で、受注製品。元はスラムで育ち、名前も養父につけてもらったもの。
養父は亡くなった祝の父親で、深い愛情を与えられ、エミリーもまた養父に感謝し愛していた。しかし父親を忘れているかのような祝の姿を見て憎悪を抱き、祝を殺害し養父を蘇らせようとした。そのため切と衝突し、当初は有利に戦いを進めていたが、暴走した切に恐怖し敗退。その際の恐怖はその後しばらく彼女のトラウマとなっていた模様。騒ぎの後、祝に手当てされ、彼女の家で父親の日記を読んで彼の真意を知り、祝と和解する。その後は祝のことを「お姉ちゃん」と呼び慕うようになり、彼女と連絡をとりつつ独自に養父の死の真相を探っている。
近接戦闘の専門の訓練を受けており、その戦闘力は高い。醜聞の管理を受け付けず暴走した中嶋正義を殺害する。
神 敬一郎（じん けいいちろう）
殺害遺品「照準貫通のラピッドショット」の権利者で、受注製品。軽い性格の青年で、普段は外科医をしている。趣味はアロマテラピー、料理、ぬいぐるみ集め等で、可愛い物が好き。面倒くさがりのようで、戦闘技術はほとんどなくラピッドショットの能力頼りになっている。
エミリーとの戦いの後、皇のもとに来ていた祝を殺そうとしたが切に反撃され敗北。準備段階で警備員や犬を射殺していたため、警察に連行される。
フリッツ・マイヨールド
声 - 大塚芳忠
殺害遺品「秘匿謀殺のカンタレラ」の権利者で、受注製品。眼鏡をかけた紳士然とした初老の男性。醜聞が把握している権利者の中では最古参で、先代ウィッチーの代から仕えており、現当主のヴァイオレットのことは娘同然に思っている。
祝を巡る殺人ゲームを利用しその裏にある真実を知ろうとしている皇のやり方を危険視し、独自に殺害しようと策略を巡らせる。孤立した皇の体内に毒を流し込むことに成功し、皇と関わりの深い法子の殺害をも狙うが、その際誤って病子が毒に犯されることとなり、法子の怒りを買う。法子にも毒を飲ませることに成功し追い詰めるが、半ば力ずくでインジェクションに宿るナイティンゲイルを屈服させ一時的に権利者となった法子に敗北。
その後、皇によって拘束。皇の単独行動を口実に醜聞による保護を期待するも、皇の行動は実際にはヴァイオレットの意思に添ったものであることを知らされ、逆に単独行動を叱責されることとなった。

### その他の登場人物
美墨 かしこ（みすみ かしこ）
声 - 安野希世乃
ヒロインの1人。切のクラスメイトで、長髪に長身の少女。髪のことで何かと切をからかっているが、内心では彼のことが気になっている。祝の髪質に憧れている。
家は美容室で、母親（声 - 平松晶子）はかしこに跡を継いでもらおうと考えているが、手先が不器用なためか練習台になった和の髪をベリーショートにしてしまう。本人は将来モデルになることを夢見ており、地元誌等でモデルをしている。
クラスの男子からも「ぶっちゃけ美人」と評されるルックスを誇るが、高嶺の花に見えてしまうのかオリエンテーリングの際に小太郎がまとめた「（かしこは）恋愛対象になるか？」というアンケートでは「いいえ」「場合による」ばかりで「はい」が皆無という結果を突きつけられるハメになった（3巻おまけ漫画より。先述の「高嶺の花」発言はその際の小太郎のフォロー）。
2年時は友人たちと同じA組だったが、3年進級時に1人だけ切達とは別のC組になってしまった。
初郷 和（うぶさと にぎ）
声 - 能登有沙
切のクラスメイトの少女で、かしこと常に行動している。かしこの練習台になったことで、ボーイッシュなヘアスタイルに変わっている。オカルトとスプラッター、ホラーが大好きで、好きな歴史上の人物はノーマ・グレイランド、3巻おまけ漫画ではお薦めのDVDとして、ジャンル不問の話題だったにも関わらず真っ先に「ソウ」シリーズを挙げるなど多少危ない所がある。学園祭の際には来訪した皇と意気投合していた。
小太郎とは幼馴染で、時々一緒に行動することがある。
鳴門 小太郎（なると こたろう）
声 - 島﨑信長
切のクラスメイトで親友。居合部のエース。家は古武術の道場を営んでおり、本人も剣道をしている。身体を鍛えているため、体力は人よりある。
祝の父
声 - 中田譲治
本名不明。職業は貿易商。殺害遺品を「魔法の道具」と誤認識を抱き、祝の髪を切る術を求めて仕事の傍ら遺品の情報を集めていた。数年前に海外でエミリーを見つけた際は、オープナーを与え、実子である祝と同等の愛情を注ぎ育てた。しかし殺害遺品の真実を知ってしまったことで醜聞とトラブルを起こし、ヴァイオレットに処刑される。
灰村 針（はいむら はり）
切の妹。幼いころは切と仲が良かったが、女の子の髪を切りたがる切が気味悪がられるのに従い自分もからかわれるようになったことから、思わず切を拒絶してしまう。それ以来、兄妹の間はぎくしゃくするようになったが、祝の仲裁で和解する。
ウィッチーによって衝動を制御できなくなった切に髪を切られたことをきっかけに、殺害遺品や髪の女王を巡る殺人ゲームのことを知ることになる。
一度関わったことは途中で投げ出せない性分で、危険を承知の上でウィッチーにさらわれた祝の奪還に向かうエミリーに同行するなど、兄の切に似て芯の強い性格。また呪いの話を怖がりながらも焼却炉から舞い上がった煤が武者小路邸の窓に記したメッセージを呪いと結びつけゼイヴルファからのものといち早く推測するなど高い洞察力を垣間見せている。

### 権利者の先祖
ノーマ・グレイランド / “地下室の悪夢”・“埋もれた医師”
切の先祖で、150年前に犯罪史上最強にして最凶と恐れられた殺人鬼。彼をモデルにした映画や小説もある。猟奇癖を持つ者達からカリスマ的存在として崇められ、彼に憧れて犯行を模倣する者もいた。過去に確認された被害者は200人以上。主な殺害方法は異名の通り「手術室」と称した地下室に拉致・監禁し、愛用の鋏で生きたまま断裁・分離するといったもので、1つの村の村人全員を殺害したこともあった。コミックス1巻の中とじでは、書籍の形式で本人の犯罪史が書かれている。しかし、100年以上前の事件である上に、関係者の多くが事件にまつわるものを処分してしまっているため、グレイランドに関する資料で現存しているものは少ない。和の話では、年齢は30代後半で身形はボロボロ、協力者はなく常に1人。被害者を地下室に運ぶのも1人で行っていたため、筋肉質だったと思われるとのこと。身なりはひどくとも、言動の品の良さから、良い家柄の生まれだったか、学者や教師のような知的な職業に就いていたのではないかとも言われる。エミリーは殺害数200人以上という説を疑っており、実際は2、3人で、後に尾ひれが付いて人数が増えていったと考えているが、あくまでエミリーの推理であり真相は不明。しかし、切が見たグレイランドの夢の中では夥しい数の死体が確認できる。
皇が発見した手帳には、特別な欲望など持たないごく普通の人間である医者が、流行り病の原因究明のために多くの遺体を解剖していたことから、村の人々に誤解され「殺人鬼」と呼ばれ、地下室に引きこもり、遺体を盗んでは解剖するという行為を繰り返していたと記されていた。その医師は往診カバンを盗まれたために、病気で死んだ友人から受け取った鋏を解剖のメス代わりに使っていた。これがグレイランド本人に関する記述かどうかは明記されていないが、手帳に描かれた医師の似顔絵は、切たちが夢の中で出会ったグレイランドと同じ顔であった。なお、彼の臨床的見地と友人の医者たちの活躍により病気の特効薬が開発され、多くの人が救われたという。
クライムエッジが殺害遺品になれなかったのは、皇の説明によればグレイランドが殺害したのは鋏を用いた外科的処置に失敗し死なせてしまった友人だけであり、あとは遺体を切り刻んでいただけであったため、殺害遺品の条件である「（生きた人間）2人以上の殺害」を満たしていなかったからで、「グレイランドは人々の信仰があって初めて殺人鬼になれた」らしい。
ゼイヴルファ / “髪の女王”
祝の先祖で、初代「髪の女王」。自分より長く美しい黒髪を持っていた魔女に呪いをかけられたことで髪は切れなくなり、妊娠していた子供は自身の髪に絞められ死産。以来、黒髪の女性を見ては魔女の再来と叫び、その女性を捕らえて処刑するようになり、遂には狂って快楽殺人鬼と化し、それが永久に続くようにと願うようになった。呪いの効果はその子孫に受け継がれ、現代にまで続いている。彼女自身も経緯は不明だが、現代まで生き続けていた。ヴァイオレットに罰を受けるため断罪分離のクライムエッジで彼女を殺害しようとしたが切に阻止されてしまう。切との死闘の末、彼の最初で最後の殺人という名目で殺害されたが、祝の一瞬の迷いが彼女の夢の世界の中に生かしてしまう。その後、断裁分離のクライムエッジを携え自身の夢の世界に入った現「髪の女王」の祝との死闘の末、彼女に敗北し今度こそ消滅した。彼女の完全な死を持って、呪いがかけられた殺害遺品は元通りになった。
ナイティンゲイル / “悪意の天使”
病院坂姉妹の先祖。近世半ばのころ、某国で従軍看護婦をしていた。甲斐甲斐しい看護と評判の裏で、弱った者をじっくりと見定め薬物を投与していた。その殺し方故にほとんどの者は死に至らず、明確な死者は2人と殺人鬼としては最底辺らしい。
暴走した病子から祝を護ろうとした切のクライムエッジによって病子が負傷、傷口から流れた血がインジェクションにかかった際に、そこから発生した黒い霧の中に浮かんだシルエットという形で登場。後にフリッツ戦でも再登場したが、この際の幻影は切のクライムエッジに切り裂かれ、消滅している。
ガリヴァルディ / “法の蛮人”
正義の先祖で裁判官。人一倍正義感が強いが、犯罪者に温情をかける博愛主義者によって死刑に相当する者達が死刑を免れることが許せず、自身の手で20人の犯罪者達を殺害した。その罪で、最後は自分が絞首刑になる。
四方堂婦人（しほうどうふじん） / “豚の主人”
瑠架の祖先で、明治時代の華族。夫の死を機に多くの来客者を地下室へ監禁、家畜のように鞭で打ちながら飼い、餓死や病死へと追いやった。だが、被害者は1人も鎖には繋がれてはおらず、彼ら自身が夫人に従うことを望みこうなることを選んだかのような描写がある。
“火葬人”（かそうにん）
人間の油を着火剤にするという妄想に囚われた殺人鬼。マッチ型の殺害遺品を生み出した。本名および権利者については不明。
サリバン / “冷厳の狂師”
家庭教師をしていた、時間に厳しい人物。しつけと称し、何人もの子供を虐待死させた。
ヴィニアー / “狂乱の麗人”
貴族。非常に短気な性格で、乗馬中に口論になった仲間を何人も撲殺した。
ウィッチー / “ただの占い師”
ヴァイオレットの祖先。ゼイヴルファに呪いを掛けた人物。

## 用語
殺害遺品（キリング・グッズ）
過去において殺人鬼が愛用していた道具に、ゼイヴルファが呪いをかけたことで特殊能力を与えた「殺人鬼の遺品」。殺人鬼の子孫を権利者として選ぶ。付与された特殊能力は、オリジナルである先祖の犯行を模倣させるものである。
所有する権利者の恐怖心を消し、無意識の手加減や本能レベルの良心さえも無くすことで、権利者を殺人鬼に仕立て上げる。また、権利者の心底にある欲望をも露にする効果もある。
断裁分離のクライムエッジ（だんさいぶんりのクライムエッジ）
ノーマ・グレイランドが愛用していた、刃が少し湾曲した梳き鋏。権利者は灰村切。名付け親は切と祝で、髪の呪いを殺した「犯罪（クライム）」という「祝福」を込めて付けた。髪の女王である祝の呪禁防護ですら唯一無効にできる「呪禁無効」と、殺害遺品以外のあらゆる物を容易く切断できる「切断強化」を持つ。後に、切られた箇所の痛覚を増大させる「痛覚増加」という能力があることも判明。
実は殺害遺品ではなく、生前が医者であったノーマ・グレイランドがある村で起きた感染症の原因を調べるため、遺体を解剖するためのメスの代用品として使われていた鋏である。しかし、解剖された遺体を見た村の者たちの誤解により「殺人鬼」と呼ばれ、グレイランド自身も心の重圧から「殺人鬼になりたい」と願ったこと、グレイランドを「殺人鬼」とする人々の「信仰」によって殺害遺品に擬態する「遺品擬態」の能力を得た。殺害遺品属性が付与されている時は、前記の3つの能力が使用可能となり、殺害遺品と遜色のない特性を持つようになる。
昏睡昇天のインジェクション（こんすいしょうてんのインジェクション）
ナイティンゲイルが、多くの者に薬物を与えて苦しめてきた愛用の注射器。権利者は病院坂病子。刺したら部位に関係なく血管に到達する「薬効必中」と、検死でも見つからない程の少量の毒ですら猛毒と同じ効果を与える「薬効強化」の能力を持つ。また、薬効強化は注入した薬剤の効果を数十倍に引き出すものでもあり、この能力は権利者自身も対象に出来るため、ドーピングの様なことも可能。また、薬効強化は血液に対しても効果があるのか、わずかな量の輸血でも血液を多く失った相手の貧血症状を軽減できるようである。
破砕粉壊のスレジハンマ（はさいふんかいのスレジハンマ）
殺人鬼が所有していた大型ハンマー。能力は殴打した対象を脆くする「物体の剛性低下」。
権利者の死後ウィッチーの手に渡り、襲撃してきたエミリーを撃退する際に使用されている。
交響歓喜のピアニシモ（こうきょうかんきのピアニシモ）
瞳の先祖であるピアニストが演奏していた白いグランドピアノ。権利者は軽子瞳。演奏を最後まで聴いた者には確実な死を与えることができる。そのため瞳は常に曲を最後まで弾かずに終わらせているが、代償で耳の聞こえない芳一だけには最後まで演奏している。
判決執行のルールブック（はんけつしっこうのルールブック）
ガリヴァルディが所持していた本。権利者は中嶋正義。権利者が「死ぬに値する犯罪者か否か」と判断することにより発動、対象者の首に縄をかけ縊死させる「条件殺害」の能力を持つ。その罪が死刑に相当すると判断されなければ、相手が縊死する前に縄が切れる。裁判の結果、殺人や強盗等の死刑相当の判決が下った者に対して能力が発動するが、権利者が現行犯を目撃した場合やそれに準ずるだけの証左がある場合も能力の発動条件を満たす。同時に多数の人間を殺害することはできず、また権利者の集中力が著しく低下した場合も殺すことはできない。
愛玩屠殺のペットウィップ（あいがんとさつのペットウィップ）
四方堂婦人が所持していた鞭。権利者は四方堂瑠架。この鞭で叩かれた者を鞭の権利者に絶対服従させる「鞭打調教」と叩いた相手を強化させる「鞭打強化」の能力を持つ。また、「鞭打調教」は数発の打撃で意思を殺し相手を服従させるが、この能力の対象は「雄」のみで、命令も複雑な指示は出せない。
鮮血解体のオープナー（せんけつかいたいのオープナー）
ナイフの刃が折れ、コルク栓抜きの先端の欠けたソムリエナイフ。権利者はエミリー・レッドハンズ。クライムエッジと同じ「切断強化」の能力と、切った対象の傷の治癒を阻害する「止血停止」の能力を持つ。また、前記2つの能力を、オープナー本体と合わせて46本のナイフに適用できる「遺品属性付与」の能力もある。
照準貫通のラピッドショット（しょうじゅんかんつうのラピッドショット）
ボルトアクションのライフル銃。権利者は神敬一郎。弾丸・薬莢の残らない不可視の銃弾を生成する「虚弾生成」と、互いの場所を認識し視線を合わせた相手の脳や心臓を確実に撃ち抜いて死に至らしめる「視線必中」の能力を持つ。弾丸の装填・薬莢の排出は、通常の銃と同様の動作を必要とする。神が切との対決に敗れた後、砕ける。
秘匿謀殺のカンタレラ（ひとくぼうさつのカンタレラ）
片手に収まるほどの小さな瓶。権利者はフリッツ・マイヨールド。本体である瓶の中に入れられた液体を毒化し殺害遺品として扱うことを可能とする「液体毒化」の能力を持つ。生成された毒は無味無臭かつ無色で、科学検査では検出できず、この効果により毒の発見を不可能とする「隠匿抹消」の能力も併せ持つ。この毒は、権利者自身には効果が無い。
人身対価のクイーンプルフ（じんしんたいかのクイーンプルフ）
醜聞の会員証として使用されているものと同等の金色のコイン。権利者はヴァイオレット・ウィッチー。その時点で権利者のいない殺害遺品を無条件で“借りる”ことができる「遺品借用」の能力と、権利者のいる殺害遺品の能力を“買い取り”、似た道具に憑依させることができる「遺品買収」の能力を持つ。買い取った能力においては、憑依させた道具を破壊しただけでは解除することはできないが、買い取ることができる能力は「一度につき1つきり」という制約もある。
絢爛蠱惑のカクテルドレス（けんらんこわくのカクテルドレス）
サテン地のパーティドレス。権利者は皇の幼馴染の少女。少女はすでに亡くなっており、彼女の死が皇が醜聞と殺害遺品に関わっていくきっかけとなった。
オリジナルは社交界で浮名を流した貴婦人。舞踏会で気に入った相手を何人も連れ帰り、その後、彼らを死に至らしめていた。死んだ者たちの死因は腹上死。
教導訓戒のオクロック（きょうどうくんかいのオクロック）
鎖付きの懐中時計。能力は、「打撃強化」とこの時計で殴った相手の挙動のタイミングをズラす「瞬間錯誤」。対象の体内時計を操作し、体感時間にコンマ数秒の誤差を生じさせることで、相手の全行動のタイミングを狂わせる。殴打を繰り返すことで効果をさらに強めることもできる。オリジナルは“冷厳の狂師”サリバン
乱打殴打のガントレト（らんだおうだのガントレト）
黒い手袋。能力は、「打撃強化」と、アドレナリンを大量に分泌させ、ホルモンバランスを変えて代謝を増大させることで、筋力・自然治癒力を上昇させ、薬物の解毒能力も上げる「体内活性」。オリジナルは“狂乱の麗人”ヴィニアー。

断罪分離のクライムエッジ（だんざいぶんりのクライムエッジ）
巨大な断頭台。髪の女王ゼイブルファが使っていたもので、ゼイブルファはこれを使い何人もの黒髪の女性を殺害し、髪を集めていた。
殺害遺品としての能力は、好きな時に、好きなように、好きな部分を切断するというもので、その攻撃をかわすことは不可能。切との戦闘の際に破壊される。

髪の女王（かみのじょおう）
ゼイヴルファが魔女にかけられた呪いで、クライムエッジ以外のどんな物でも決して切れず、代々受け継がれている。髪に対する外部からのステータス変化を永劫無効にする「呪禁防護」を持ち、たとえ切れても0時になると元の長さに伸びる。殺害遺品による死によって、その呪いと殺害遺品の呪いが解け、1つだけ願いが叶うと言われ、そのために殺人鬼に命を狙われることとなる。現代の髪の女王は、武者小路祝。
権利者（オーサー / Author）
殺害遺品を所有する者のことで、基本的に殺人鬼の子孫が選ばれる。子孫の全てに影響があるわけでもなく、病院坂法子や灰村針はごく普通の人間である。
彼らは殺害遺品によって殺人衝動に駆られて、遂には殺人を犯してしまう。そのため、代償によって衝動を抑えている。権利者の多くは、夢の中に先祖であるオリジナルが現れて「人を殺せ」と囁き、そのために己の意識を保つのが困難になっていく。個人差はあるが、これが原因で感情の発達が阻害される者もいる。
代償（インステッド）
殺害遺品により殺人衝動に駆られる権利者に対し、その殺害行為を自身が受け入れ、その衝動を抑えてくれる者達のこと。
醜聞（ゴシップ）
皇達による思想的な結社で、主に殺人事件などの猟奇的なものを好む「観察」組織。切が現れるまで祝を他の殺人鬼から守り、祝を切に託してからは切に情報を提供している。その真相は「髪の女王を守れるだけの力を持つ者が現れ、権利者同士の殺し合いを唯々傍観したい」というものである。権利者に情報を教え、管理できれば管理し、女王を殺すように促す。ただし、結社に属する人間の全てが殺害遺品や髪の女王に関する話を信じている訳ではない。元は上流社会の社交クラブの様な組織で、警察の上層部とも繋がりがあり、中枢には世界的な重鎮がいるとも言われている。
ウィッチー
代々醜聞を統括し、髪の女王や殺害遺品の権利者を管理してきた血族。現代の当主はヴァイオレット・ウィッチー。
受注製品（オーダーメイド）
人によって作られた、殺害遺品を使う権利者。通常の権利者と違い、殺人衝動に支配されることは無いため、衝動を抑える行為も代償も必要とはしない。
元は、先代のウィッチー卿が殺害遺品を作り出すために生み出した殺人鬼の子孫。殺害遺品のオリジナル（元の持ち主。「名もなき犠牲者」と呼ばれる）となる人物に薬を使い、わずかに自我を残した状態で何人もの人を殺させ、その者の子供を産ませると、その中に低確率ではあるが殺害遺品の権利者が現れる。そのような子供を何百と生産し、その中から狙った能力を持った理想の殺人者として選別された者たち。殺人衝動に支配されることが無いのは、オリジナルの執念が弱く、権利者への精神汚染も少ないからである。
汚染が少ない分呪いが弱く、神が切に敗北しそのプライドが崩壊した時、ラピッドショットはボロボロに砕け散ってしまった。
教授によると、醜聞の中でも一部の好事家が加担した計画で、その詳細を知る者は少ない。成功例も、ナイフ、銃、毒の3人（3品）のみだという。

## 書誌情報
- 緋鍵龍彦『断裁分離のクライムエッジ』 メディアファクトリー〈MFアライブコミックス〉、全11巻
  1. 2009年11月21日発売、ISBN 978-4-8401-2945-9
  2. 2010年8月23日発売、ISBN 978-4-8401-3364-7
  3. 2011年1月22日発売、ISBN 978-4-8401-3737-9
  4. 2011年8月23日発売、ISBN 978-4-8401-4028-7
  5. 2012年2月23日発売、ISBN 978-4-8401-4417-9
  6. 2012年11月22日発売、ISBN 978-4-8401-4751-4
  7. 2013年3月23日発売、ISBN 978-4-8401-5025-5
    - 第7巻ドラマCD付き限定版、ISBN 978-4-8401-4798-9

  8. 2014年3月22日発売、ISBN 978-4-04-066299-2
  9. 2014年9月22日発売、ISBN 978-4-04-066849-9
  10. 2015年3月23日発売、ISBN 978-4-04-067284-7
  11. 2015年9月19日発売、ISBN 978-4-04-067802-3

単行本カバー裏では、裏が番外編、表がノーマ・グレイランドに関する架空の書籍の引用という形になっているのが特徴。
- 『断裁分離のクライムエッジ 7.5 ガイドブック』 メディアファクトリー〈MFアライブコミックス〉
  1. 2013年4月23日発売 ISBN 978-4-8401-5055-2
- 『断裁分離のクライムエッジ アンソロジー』 メディアファクトリー〈MFアライブコミックス〉
  1. 2013年5月23日発売 ISBN 978-4-8401-5056-9

## テレビアニメ
2013年4月から6月までTOKYO MX、AT-X他にて放送された。オンエア版ではグロシーンやバトルシーンではモノクロ処理を施されていたが、ソフト版では処理を施されていた該当シーンは全てカラーとなっている。

### スタッフ
- 原作 - 緋鍵龍彦 連載/月刊コミックアライブ（メディアファクトリー刊）
- 監督 - 山口祐司
- シリーズ構成 - 浦畑達彦
- キャラクターデザイン・総作画監督 - 平田雄三
- サブキャラクターデザイン - 酒井孝裕
- メインアニメーター - 新号靖、嶋田俊彦、宮下雄次
- 美術監督 - 高橋麻穂
- 色彩設計 - 村田恵理子
- 撮影監督 - 林コージロー
- 編集 - 廣瀬清志
- 音響監督 - 鶴岡陽太
- 音楽 - 高梨康治
- プロデューサー - 高畑裕一郎、土方隆、渡邊愛美、福田順、青木隆夫
- アニメーションプロデューサー - 住友英司
- アニメーション制作 - Studio五組
- 製作 - 断裁分離のクライムエッジ製作委員会（ポニーキャニオン、メディアファクトリー、AT-X、クロックワークス、Studio五組）

### 主題歌
オープニングテーマ「運命の檻」
作詞 - 瀬名恵 / 作曲・編曲 - Yu-pan. / 歌 - 愛美
第1話、第13話では未使用。
エンディングテーマ
「硝子の三日月」（第1話、第6話、第13話）
作詞 - 森由里子 / 作曲 - Gravity music / 編曲 - 牧野信博 / 歌 - 武者小路祝（小岩井ことり）
「君と二人」（第2話 - 第5話、第7話 - 第12話）
作詞 - 瀬名恵 / 作曲 - 白戸佑輔 / 編曲 - 草野よしひろ / 歌 - YURI*KARI（高橋花林、遠藤ゆりか）

### 各話リスト
| 話数   | サブタイトル                   | 脚本       | 絵コンテ          | 演出                | 作画監督                 |
| ------ | ------------------------------ | ---------- | ----------------- | ------------------- | ------------------------ |
| Cut 01 | 眠れる森の姫                   | 浦畑達彦   | 虎田功            | 虎田功              | 平田雄三                 |
| Cut 02 | 異端の肖像                     | 浦畑達彦   | 博史池畠          | 博史池畠            | 宮下雄次 本村晃一        |
| Cut 03 | 雷雲をわたれ                   | 浦畑達彦   | 加藤敏幸          | 上田繁              | 渡辺純子                 |
| Cut 04 | 客は何処だ                     | 砂山蔵澄   | あべたつや        | あべたつや          | 鈴木奈都子               |
| Cut 05 | ビフォア・ダ・ゲイム           | 大久保智康 | 日高正光 山口祐司 | 吉田俊司            | 重松晋一                 |
| Cut 06 | 星のワルツ                     | 大久保智康 | 名村英敏          | 下司泰弘            | 酒井孝祐                 |
| Cut 07 | 天秤の銀貨                     | 砂山蔵澄   | 川崎逸朗          | 祝浩司              | 藤澤俊幸                 |
| Cut 08 | パーティーチョッパ             | 森悠       | 加瀬充子          | 関屋警部補 蔵本穂高 | 田畑昭                   |
| Cut 09 | リリカル・ナイト・フライト     | 森悠       | あべたつや        | あべたつや          | しんごーやすし           |
| Cut 10 | スタンディング・ベイベーション | 浦畑達彦   | 博史池畠          | 博史池畠            | 山中正博                 |
| Cut 11 | レッド・ライジング             | 砂山蔵澄   | 祝浩司            | 祝浩司              | 秋山宏 稲田俊子 岩田竜治 |
| Cut 12 | 禁じられた遊び                 | 大久保智康 | 加藤敏幸          | 下司泰弘            | 酒井孝裕                 |
| Cut 13 | グレイランド・イズインザハウス | 浦畑達彦   | 名村英敏 山口祐司 | 吉田俊司            | 宮下雄次 田畑昭          |

### 放送局
| 放送地域 | 放送局             | 放送期間                | 放送日時           | 放送系列         | 備考                            |
| -------- | ------------------ | ----------------------- | ------------------ | ---------------- | ------------------------------- |
| 東京都   | TOKYO MX           | 2013年4月3日 - 6月26日  | 水曜 24:30 - 25:00 | 独立局           |                                 |
| 兵庫県   | サンテレビ         | 2013年4月3日 - 6月26日  | 水曜 24:30 - 25:00 | 独立局           |                                 |
| 京都府   | KBS京都            | 2013年4月3日 - 6月26日  | 水曜 25:00 - 25:30 | 独立局           |                                 |
| 愛知県   | テレビ愛知         | 2013年4月5日 - 6月28日  | 金曜 26:35 - 27:05 | テレビ東京系列   |                                 |
| 日本全域 | AT-X               | 2013年4月6日 - 6月29日  | 土曜 20:30 - 21:00 | アニメ専門CS放送 | 製作委員会参加 リピート放送あり |
| 日本全域 | ニコニコチャンネル | 2013年4月10日 - 7月3日  | 水曜 23:00 更新    | ネット配信       |                                 |
| 日本全域 | バンダイチャンネル | 2013年4月10日 - 7月3日  | 水曜 23:00 更新    | ネット配信       |                                 |
| 日本全域 | ShowTime           | 2013年4月12日 - 7月5日  | 金曜 16:00 更新    | ネット配信       |                                 |
| 熊本県   | 熊本放送           | 2013年4月28日 - 7月28日 | 日曜 25:50 - 26:20 | TBS系列          |                                 |

### BD / DVD
| 巻数 | 発売日         | 収録話          | 規格品番   | 規格品番   |
| 巻数 | 発売日         | 収録話          | BD         | DVD        |
| ---- | -------------- | --------------- | ---------- | ---------- |
| 1    | 2013年6月19日  | 第1話 - 第2話   | PCXG-50251 | PCBG-51601 |
| 2    | 2013年7月17日  | 第3話 - 第4話   | PCXG-50252 | PCBG-51602 |
| 3    | 2013年8月21日  | 第5話 - 第6話   | PCXG-50253 | PCBG-51603 |
| 4    | 2013年9月18日  | 第7話 - 第8話   | PCXG-50254 | PCBG-51604 |
| 5    | 2013年10月16日 | 第9話 - 第10話  | PCXG-50255 | PCBG-51605 |
| 6    | 2013年11月20日 | 第11話 - 第12話 | PCXG-50256 | PCBG-51606 |
| 7    | 2014年1月24日  | 第13話          | PCXG-50257 | PCBG-51607 |

### Webラジオ
『切と祝の断裁分離のクライムレディオ』は、2013年3月29日から6月28日まで音泉で毎週金曜日に配信されたラジオ番組。パーソナリティは花江夏樹（灰村切 役）と小岩井ことり（武者小路祝 役）。また、ニコニコ動画にてアフタートーク『動画配信のリフレクション』が配信された。